# Lijst van voetbalinterlands Koeweit - Verenigde Arabische Emiraten
Deze lijst van voetbalinterlands is een overzicht van alle officiële voetbalinterlands tussen de nationale teams van Koeweit en de Verenigde Arabische Emiraten. De landen hebben tot nu toe 44 keer tegen elkaar gespeeld. De eerste ontmoeting, een wedstrijd tijdens de Golf Cup of Nations 1974, werd gespeeld in Koeweit op 15 maart 1974. Het laatste duel, een groepswedstrijd tijdens de Golf Cup of Nations 2024, werd gespeeld op 24 december 2024 in Koeweit.

## Wedstrijden
| №  | Plaats    | Datum             | Competitie                 | Wedstrijd                              | Uitslag |
| -- | --------- | ----------------- | -------------------------- | -------------------------------------- | ------- |
| 1  | Koeweit   | 15 maart 1974     | Golf Cup of Nations 1974   | Koeweit − Verenigde Arabische Emiraten | 2 − 0   |
| 2  | Koeweit   | 26 maart 1974     | Golf Cup of Nations 1974   | Koeweit − Verenigde Arabische Emiraten | 6 − 0   |
| 3  | Doha      | 3 april 1976      | Golf Cup of Nations 1976   | Koeweit − Verenigde Arabische Emiraten | 0 − 0   |
| 4  | Bagdad    | 31 maart 1979     | Golf Cup of Nations 1979   | Koeweit − Verenigde Arabische Emiraten | 7 − 0   |
| 5  | Koeweit   | 15 september 1980 | Azië Cup 1980              | Koeweit − Verenigde Arabische Emiraten | 1 − 1   |
| 6  | Abu Dhabi | 24 maart 1982     | Golf Cup of Nations 1982   | Verenigde Arabische Emiraten − Koeweit | 0 − 2   |
| 7  | Muscat    | 10 maart 1984     | Golf Cup of Nations 1984   | Verenigde Arabische Emiraten − Koeweit | 2 − 0   |
| 8  | Riffa     | 28 maart 1986     | Golf Cup of Nations 1986   | Verenigde Arabische Emiraten − Koeweit | 0 − 1   |
| 9  | Riyad     | 5 maart 1988      | Golf Cup of Nations 1988   | Koeweit − Verenigde Arabische Emiraten | 0 − 1   |
| 10 | Koeweit   | 13 januari 1989   | WK 1990 kwalificatie       | Koeweit − Verenigde Arabische Emiraten | 3 − 2   |
| 11 | Sharjah   | 3 februari 1989   | WK 1990 kwalificatie       | Verenigde Arabische Emiraten − Koeweit | 1 − 0   |
| 12 | Koeweit   | 9 maart 1990      | Golf Cup of Nations 1990   | Koeweit − Verenigde Arabische Emiraten | 6 − 1   |
| 13 | Al Ain    | 27 mei 1992       | Azië Cup 1992 kwalificatie | Verenigde Arabische Emiraten − Koeweit | 3 − 2   |
| 14 | Doha      | 28 november 1992  | Golf Cup of Nations 1992   | Verenigde Arabische Emiraten − Koeweit | 0 − 2   |
| 15 | Hiroshima | 11 oktober 1994   | Aziatische Spelen 1994     | Koeweit − Verenigde Arabische Emiraten | 1 − 1   |
| 16 | Abu Dhabi | 9 november 1994   | Golf Cup of Nations 1994   | Verenigde Arabische Emiraten − Koeweit | 2 − 0   |
| 17 | Muscat    | 22 oktober 1996   | Golf Cup of Nations 1996   | Koeweit − Verenigde Arabische Emiraten | 1 − 2   |
| 18 | Abu Dhabi | 7 december 1996   | Azië Cup 1996              | Verenigde Arabische Emiraten − Koeweit | 3 − 2   |
| 19 | Abu Dhabi | 18 december 1996  | Azië Cup 1996              | Verenigde Arabische Emiraten − Koeweit | 1 − 0   |
| 20 | Doha      | 1 oktober 1998    | Arab Nations Cup 1998      | Verenigde Arabische Emiraten − Koeweit | 1 − 4   |
| 21 | Riffa     | 12 november 1998  | Golf Cup of Nations 1998   | Verenigde Arabische Emiraten − Koeweit | 1 − 4   |
| 22 | Bangkok   | 7 december 1998   | Aziatische Spelen 1998     | Verenigde Arabische Emiraten − Koeweit | 0 − 5   |
| 23 | Dubai     | 7 oktober 2000    | Vriendschappelijk          | Verenigde Arabische Emiraten − Koeweit | 1 − 0   |
| 24 | Riyad     | 27 januari 2002   | Golf Cup of Nations 2002   | Verenigde Arabische Emiraten − Koeweit | 1 − 2   |
| 25 | Koeweit   | 29 december 2003  | Golf Cup of Nations 2003   | Koeweit − Verenigde Arabische Emiraten | 0 − 2   |
| 26 | Jinan     | 19 juli 2004      | Azië Cup 2004              | Koeweit − Verenigde Arabische Emiraten | 3 − 1   |
| 27 | Abu Dhabi | 27 november 2004  | Vriendschappelijk          | Verenigde Arabische Emiraten − Koeweit | 0 − 1   |
| 28 | Dubai     | 3 december 2004   | Vriendschappelijk          | Verenigde Arabische Emiraten − Koeweit | 1 − 1   |
| 29 | Genève    | 29 juli 2005      | Vriendschappelijk          | Koeweit − Verenigde Arabische Emiraten | 1 − 1   |
| 30 | Abu Dhabi | 23 januari 2007   | Golf Cup of Nations 2007   | Verenigde Arabische Emiraten − Koeweit | 3 − 2   |
| 31 | Abu Dhabi | 6 februari 2008   | WK 2010 kwalificatie       | Verenigde Arabische Emiraten − Koeweit | 2 − 0   |
| 32 | Koeweit   | 14 juni 2008      | WK 2010 kwalificatie       | Koeweit − Verenigde Arabische Emiraten | 2 − 3   |
| 33 | Dubai     | 30 december 2008  | Vriendschappelijk          | Verenigde Arabische Emiraten − Koeweit | 0 − 0   |
| 34 | Koeweit   | 16 december 2009  | Vriendschappelijk          | Koeweit − Verenigde Arabische Emiraten | 0 − 0   |
| 35 | Abu Dhabi | 7 september 2010  | Vriendschappelijk          | Verenigde Arabische Emiraten − Koeweit | 3 − 0   |
| 36 | Al Ain    | 2 september 2011  | WK 2014 kwalificatie       | Verenigde Arabische Emiraten − Koeweit | 2 − 3   |
| 37 | Koeweit   | 15 november 2011  | WK 2014 kwalificatie       | Koeweit − Verenigde Arabische Emiraten | 2 − 1   |
| 38 | Dubai     | 11 september 2012 | Vriendschappelijk          | Verenigde Arabische Emiraten − Koeweit | 3 − 0   |
| 39 | Riffa     | 15 januari 2013   | Golf Cup of Nations 2013   | Verenigde Arabische Emiraten − Koeweit | 1 − 0   |
| 40 | Riyad     | 17 november 2014  | Golf Cup of Nations 2014   | Verenigde Arabische Emiraten − Koeweit | 2 − 2   |
| 41 | Koeweit   | 28 december 2017  | Golf Cup of Nations 2017   | Koeweit − Verenigde Arabische Emiraten | 0 − 0   |
| 42 | Basra     | 10 januari 2023   | Golf Cup of Nations 2023   | Verenigde Arabische Emiraten − Koeweit | 0 − 1   |
| 43 | Dubai     | 12 oktober 2023   | Vriendschappelijk          | Verenigde Arabische Emiraten − Koeweit | 1 − 0   |
| 44 | Koeweit   | 24 december 2024  | Golf Cup of Nations 2024   | Verenigde Arabische Emiraten − Koeweit | 1 − 2   |

## Samenvatting
| Competitie            | Totaal gespeeld | Winst Koeweit | Gelijk | Winst V.A.E. | Doelsaldo Koeweit – V.A.E. |
| --------------------- | --------------- | ------------- | ------ | ------------ | -------------------------- |
| WK-kwalificatie       | 6               | 3             | 0      | 3            | 10 − 11                    |
| Azië Cup              | 4               | 1             | 1      | 2            | 6 − 6                      |
| Azië Cup-kwalificatie | 1               | 0             | 0      | 1            | 2 − 3                      |
| Golf Cup of Nations   | 21              | 11            | 3      | 7            | 40 − 19                    |
| Arab Nations Cup      | 1               | 1             | 0      | 0            | 4 − 1                      |
| Aziatische Spelen     | 2               | 1             | 1      | 0            | 6 − 1                      |
| Vriendschappelijk     | 9               | 1             | 4      | 4            | 3 − 10                     |
| Totaal                | 44              | 18            | 9      | 17           | 71 − 51                    |

KFA · A-internationals · Bondscoaches · Statistieken · Koeweits vrouwenelftal · Koeweit U21 · Koeweit U20 · Koeweit U19 · Koeweit U18 · Koeweit U17
1960 – 1969 · 
1970 – 1979 · 
1980 – 1989 · 
1990 – 1999 · 
2000 – 2009 · 
2010 – 2019 ·
2020 − 2029
WK 1982
OS 1980 ·
OS 1992 ·
OS 2000
1961 · 
1962 · 
1963 · 
1964 · 
1965 · 
1966 · 
1967 · 
1968 · 
1969 · 
1970 · 
1971 · 
1972 · 
1973 · 
1974 · 
1975 · 
1976 · 
1977 · 
1978 · 
1979 · 
1980 · 
1981 · 
1982 · 
1983 · 
1984 · 
1985 · 
1986 · 
1987 · 
1988 · 
1989 · 
1990 · 
1991 · 
1992 · 
1993 · 
1994 · 
1995 · 
1996 · 
1997 · 
1998 · 
1999 · 
2000 · 
2001 · 
2002 · 
2003 · 
2004 · 
2005 · 
2006 · 
2007 · 
2008 · 
2009 · 
2010 · 
2011 · 
2012 · 
2013 ·
2014 ·
2015 ·
2016 ·
2017 ·
2018 ·
2019 ·
2020 ·
2021 ·
2022
Afghanistan ·
Algerije ·
Armenië ·
Australië ·
Azerbeidzjan ·
Bahrein ·
Bangladesh ·
Bhutan ·
Bosnië en Herzegovina ·
Bulgarije ·
Cambodja ·
China ·
Colombia · 
Cyprus ·
DDR ·
Duitsland ·
Ecuador ·
Egypte ·
Engeland ·
Filipijnen ·
Finland ·
Frankrijk ·
Hongarije · 
Hongkong ·
IJsland ·
India ·
Indonesië ·
Irak ·
Iran ·
Ivoorkust ·
Japan ·
Jemen ·
Jordanië ·
Kameroen ·
Kazachstan ·
Kenia ·
Kirgizië ·
Laos ·
Letland ·
Libanon ·
Libië ·
Litouwen ·
Macau ·
Maleisië ·
Mali ·
Malta ·
Marokko ·
Mongolië ·
Myanmar ·
Nepal ·
Nieuw-Zeeland ·
Noord-Korea ·
Noorwegen ·
Oeganda ·
Oezbekistan ·
Oman ·
Pakistan ·
Palestina ·
Polen ·
Portugal ·
Qatar ·
Saoedi-Arabië ·
Singapore ·
Slowakije ·
Soedan ·
Sovjet-Unie ·
Syrië ·
Tadzjikistan ·
Taiwan ·
Thailand ·
Trinidad en Tobago ·
Tsjechië ·
Tsjecho-Slowakije ·
Tunesië ·
Turkmenistan ·
Verenigde Arabische Emiraten ·
Verenigde Staten ·
Vietnam ·
Wales ·
Zambia ·
Zimbabwe ·
Zuid-Korea ·
Zuid-Vietnam
Engeland (1982) · 
Frankrijk (1982) · 
Tsjecho-Slowakije (1982)
UAEFA · A-internationals · Bondscoaches · Statistieken · Olympisch elftal · Vrouwenelftal van de Verenigde Arabische Emiraten · VA Emiraten U21 · VA Emiraten U19 · VA Emiraten U17
1972 – 1979 ·
1980 – 1989 ·
1990 – 1999 ·
2000 – 2009 ·
2010 – 2019 ·
2020 − 2029
OS 2012
Algerije ·
Andorra ·
Angola ·
Argentinië ·
Armenië ·
Australië ·
Azerbeidzjan ·
Bahrein ·
Bangladesh ·
Benin ·
Bolivia ·
Brazilië ·
Brunei ·
Bulgarije ·
Chili ·
China ·
Colombia ·
Costa Rica ·
Denemarken ·
Dominicaanse Republiek ·
Duitsland ·
Egypte ·
Estland ·
Filipijnen ·
Finland ·
Gabon ·
Gambia ·
Georgië ·
Haïti ·
Honduras ·
Hongarije ·
Hongkong ·
IJsland ·
India ·
Indonesië ·
Irak ·
Iran ·
Japan ·
Jemen ·
Joegoslavië ·
Jordanië ·
Kazachstan ·
Kenia ·
Kirgizië ·
Koeweit ·
Laos ·
Libanon ·
Libië ·
Litouwen ·
Maleisië ·
Malta ·
Marokko ·
Mauritanië ·
Moldavië ·
Myanmar ·
Nepal ·
Nieuw-Zeeland ·
Noord-Korea ·
Noorwegen ·
Oekraïne ·
Oezbekistan ·
Oman ·
Oost-Timor ·
Pakistan ·
Palestina ·
Paraguay ·
Peru ·
Polen ·
Qatar ·
Roemenië ·
Rusland ·
Saoedi-Arabië ·
Senegal ·
Singapore ·
Slovenië ·
Slowakije ·
Soedan ·
Sri Lanka ·
Syrië ·
Tadzjikistan ·
Thailand ·
Togo ·
Trinidad en Tobago ·
Tsjechië ·
Tunesië ·
Turkmenistan ·
Uruguay ·
Venezuela ·
Vietnam ·
Wit-Rusland ·
Zuid-Afrika ·
Zuid-Korea ·
Zweden ·
Zwitserland